# Imera settentrionale
L'Imera settentrionale (o Fiume Grande, Himèras, Ημέρας in greco antico) è un fiume del Nord della Sicilia lungo 35 km. Ha un bacino idrografico di 342,03 km² ed è uno dei principali fiumi siciliani che sfociano nel mar Tirreno.

## Corso del fiume
Nasce con il nome di Torrente Fichera presso il monte Mufara, a quota 1848 m s.l.m. Scorre incassato, costeggiando l'Autostrada A19, in un tratto tipicamente di montagna nel territorio di Polizzi Generosa caratterizzato dalla presenza di noccioleti, uliveti e alberi da frutto, fino all'incontro con il suo principale affluente, il torrente Salito, alla cui confluenza muta denominazione, diventando l'Imera. Da qui, con letto ampio e ciottoloso, prosegue verso nord, sempre costeggiando la A19, andando poi a sfociare nei pressi dell'uscita autostradale di Buonfornello (dove la A20 si congiunge con la A19), vicino ai resti della colonia greca di Imera.

## Regime
Il fiume ha regime spiccatamente torrentizio con piene autunnali e magre estive. Le sue acque vengono utilizzate a scopo irriguo.

## Aspetti della valle dell'Imera
La valle dell'Imera è condizionata storicamente dal ruolo avuto di confine fra il Val Demone e il Val di Mazara. La stanzialità umana nella valle dell'Imera è molto limitata; i centri urbani si distaccano fortemente dall'alveo del fiume e non vi sono né masserie né mulini né collegamenti longitudinali.
Dal punto di vista culturale è certamente la regione più povera poiché non v'insiste un'agricoltura ricca. Le pendici fluviali sono fortemente degradate ed erose, e solo recentemente la disponibilità idrica abbondante ha favorito la formazione di consorzi d'irrigazione che provocano rapidamente trasformazioni agrarie in senso moderno.
La valle dell'Imera non è stato un transito sicuro nemmeno in epoche preistoriche, ma grava nella parte bassa fondamentale sulla fascia costiera. È una regione che risente fortemente dell'autostrada, la quale ne ha modificato di recente il significato e le valenze,  trasformandola per la prima volta in un sistema di collegamento longitudinale moderno.